# Alexandra Croitoru
Alexandra Croitoru (n. 27 iunie 1975, București, România) este o fotografă română a cărei activitate urmărește contestarea ideilor preconcepute despre gen și împărțirea puterii în România.

## Biografie
A studiat din 1993 până în 1998 la Departamentul de Grafică a Academiei Naționale de Arte. Din 1999, predă la Universitatea Națională de Arte la Facultatea de Arte Plastice, Departamentul Imagine Dinamică și Fotografie (Departamentul Foto-Video). În 2012, a participat la programul de rezidență pentru artiști la 18th Street Arts Center din Los Angeles.  În 2014, Croitoru și-a susținut teză de doctorat la UNATC. Subiectul tezei a fost „naționalizarea” lui Brâncuși în România și pe baza ei în 2015 a publicat lucrarea Brâncuși, o viață veșnică.

## Fotografie
Lucrarea lui Croitoru explorează structurile sociale și de gen ale României și examinează relația dintre realitate și ficțiune în documentarea istoriei. În prezent, își extinde activitatea pentru a acoperi mediile transnaționale. Abordarea ei a început  încă din timpul studiilor în anii 1990, când a început să pună sub semnul întrebării autoritatea structurilor de putere și preconcepțiile legate de gen, deoarece (în propriile ei cuvinte) „Academia era la acea vreme un mediu extrem de patriarhal”.

## Expoziții personale
Pe lângă multe expoziții de grup, Alexandra Croitoru și-a prezentat lucrările la o serie de expoziții personale: 
- 2005 : “ROM_”, Galeria Veza, Luna Fotografiei, Bratislava;
- 2005:  Documenting their Dream, Galeria Noua, București 2005;
- 2006 : Another Black Site (cu Ștefan Tiron), Galeria Plan B, Cluj;
- 2007:  O lucrare despre muncă și un duel cu moartea, Centrul viitor de artă contemporană, Praga;
- 2007:  O expoziție de fotografie, Galeria Andreiana Mihail, București;
- 2007: No Photo, Siemens_artLab, Viena;
- 2009: A Fresco for Romania (cu Stefan Tiron), Plan B, Berlin; [10]
- 2009: „RE-”, Galleri Tom Christoffersen, Copenhaga; [11]
- 2012: The Cabbage Process, Galeria Plan B;
- 2015: The Sons and Daughters of Brancusi. A Family Saga (Act I), Timisoara Art Encounters, Galeria Helios, Timișoara;  (Act II), Galeria Plan B, Cluj;
- 2019: The Photographic Archive and history with a small h, Salonul de proiecte, București;

## Cărți publicate
- 2015 Brâncuși, o viață veșnică, Idea, ISBN: 978-606-8265-35-3
  - 2017 (EN) Brancusi: An Afterlife, ACBooks, ISBN: 978-3943620405